# Sega Rally
Sega Rally är en serie racingspel, ursprungligen utgivna främst till Sega-relaterade spelmaskiner.

## Spel
| Titel                   | Släppår |
| ----------------------- | ------- |
| Sega Rally Championship | 1994    |
| Sega Rally 2            | 1998    |
| Sega Rally 2006         | 2006    |
| Sega Rally Revo         | 2007    |
| Sega Rally 3            | 2008    |

### Fotnoter
1. ↑  ”Sega Rally series” (på engelska). Mobygames. http://www.mobygames.com/game-group/sega-rally-series. Läst 17 maj 2015.